# Francisco Dias Baptista
Coronel Francisco Dias Baptista (1814 - 1877), foi um dos fundadores de Águas de Santa Bárbara (antiga Santa Bárbara do Rio Pardo).
Filho do celebre Capitão Ignácio Dias Baptista, de alcunha "Apiahy", desbravador sertões do Botucatu e de dona Flávia Domitila (Fonseca Teles) Monteiro, provenientes de famílias da chamada "velha estirpe paulista". 
Pelos idos de 1850-1857, com grande séquito, subiu a serra do interior paulista até povoado Nossa Senhora das Dores de Cima da Terra, onde seu pai, o capitão Apiahy, havia fundado em 1835 a fazenda Rio Claro, hoje centro de Botucatu. Tempos depois, descendo da cabeceira do rio Pardo, seguindo as margens do referido rio desceu até o local onde mais tarde seria chamado São Domingos do Tupã, depois Santa Barbara do Rio Pardo.
Segundo o Arquivo Público do Estado de São Paulo, o Coronel Francisco Dias Baptista foi um dos grandes proprietários de terras da província, chegando a possuir perto de cem mil alqueires de terra.
Coronel da Guarda Nacional, foi personalidade influente na política e no militarismo em Lençóis Paulista e região. Fez doação de terras (1871) para a mudança do povoado do antigo local para as margens do rio Pardo (atual Águas de Santa Bárbara).
Foi sepultado na capela de Santa Bárbara do Rio Pardo.
Era casado com  Maria Ferreira Prestes, proveniente da antiga aristocracia terratenente paulista .